# La Roche-en-Ardenne
La Roche-en-Ardenne ist eine wallonisch-belgische Gemeinde im Arrondissement Marche-en-Famenne der Provinz Luxemburg.

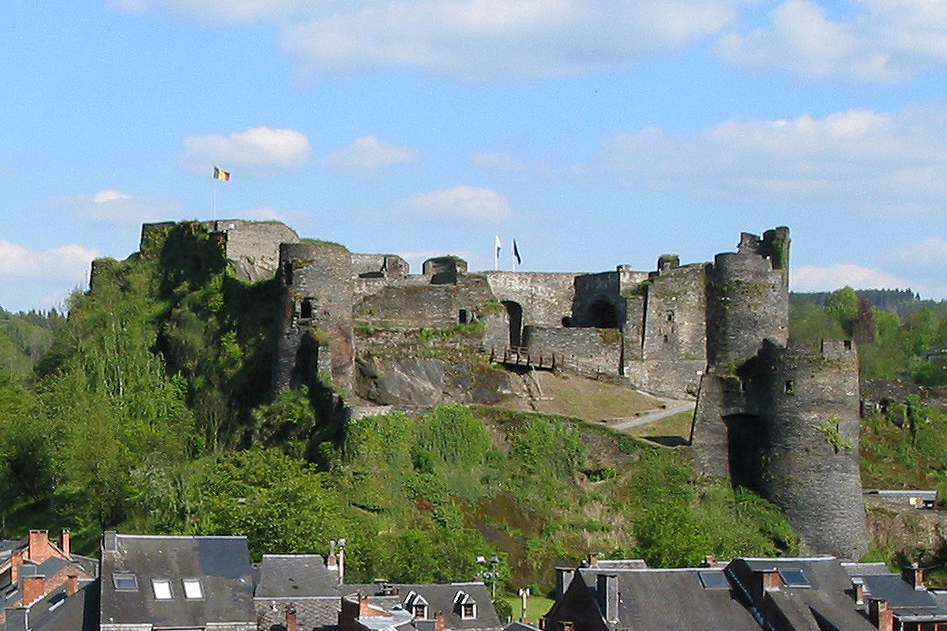
Blick zur Burganlage

Lage der Gemeinde La Roche en Ardenne in der Provinz Luxemburg (Belgien)

## Geografie
La Roche-en-Ardenne liegt in den östlichen Ardennen am Oberlauf des Flusses Ourthe. Im Osten des Gemeindegebiets fließt die Ourthe durch den Nisramont-Stausee, der für die Wasserversorgung von Bedeutung ist.
Am 1. Januar 2005 zählte La Roche-en-Ardenne 4201 Einwohner. Die Gesamtfläche der Gemeinde beträgt 147,52 km², was aktuell einer Bevölkerungsdichte von 28,78 Einwohnern pro km² entspricht. Die folgenden Ortschaften sind Nachbargemeinden: Houffalize, Bertogne, Tenneville, Marche-en-Famenne, Rendeux und Manhay. Weitere Nachbarorte sind Hotton und Vielsalm.

## Geschichte
Die das Städtchen dominierende Burganlage war zunächst ein Wohnsitz in der Jungsteinzeit, sodann eine befestigte Stadt, später eine römische Festung und zuletzt im 11. Jahrhundert das römische Feudalschloss der fränkischen Könige.
Während der Ardennenoffensive der deutschen Wehrmacht im Dezember 1944 und Januar 1945 wurde ein großer Teil der Burganlage und des Städtchens durch alliiertes Bombardement zerstört.

## Bauwerke und weiteres
Im Ort erhalten sind einige Baudenkmale, darunter die Kirche St. Nicolas, 1899–1901 nach Plänen des Architekten Clément Léonard errichtet. Außerdem gibt es als Teil der alten Stadtbefestigung einen schiefen Turm auf dem Marktplatz. Auf dem zentralen Platz stehen ein originaler M4-Sherman-Panzer der amerikanischen Armee und eine britische Achilles SP 17pdr der britischen Armee als Denkmäler zur Erinnerung an die Befreiung 1944.

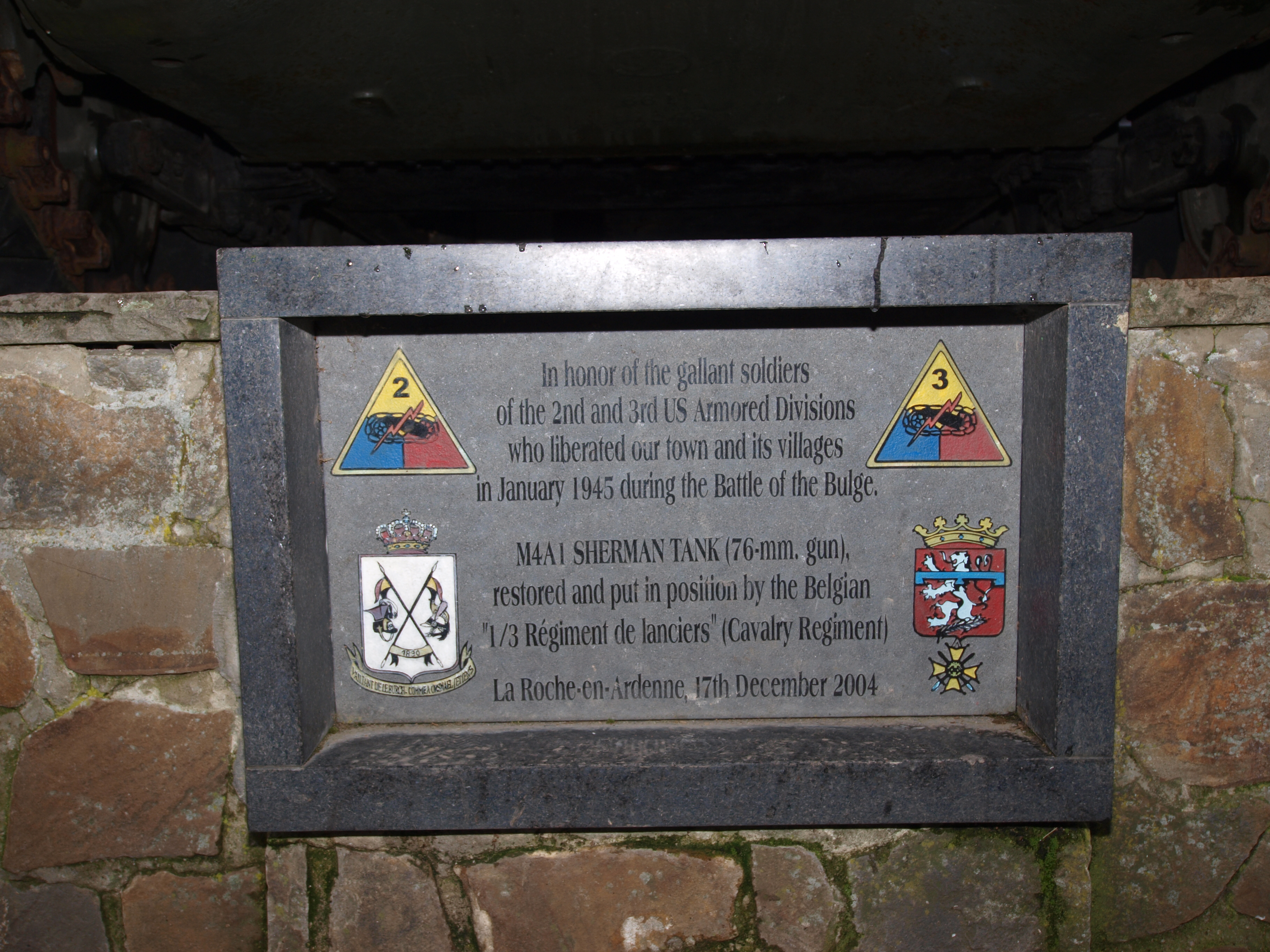

Die Burgruine zählt zu den touristischen Attraktionen des Ortes. Um sie rankt sich die Sage des Schlossgespenstes Berthe. Die Ruine ist zugleich Ausgangspunkt für die Besteigung des höchsten Ardennengipfels Baraque de Fraiture (652 m) und für Kajakfahrten auf der Ourthe.
Der Ort besitzt ein Museum des Zweiten Weltkriegs, ein Töpferei-Museum, das Museum des Ardennenschinkens und ein Müllermuseum.